# دین‌یشت
دین یشت شانزدهمین بخش یشت‌ها در کتاب اوستا است که دارای هفت کرده و بیست بند است و در به نام دین سروده شده‌است. واژه دین که در زبان عربی هم به همین مفهوم به‌کار می‌رود، در زبان اوستایی دو مفهوم دارد؛ یکی دین که به صورت دئنا عنوان می‌شده و دیگری به مفهوم وجدان. هرچند که نام این یشت در وصف دین است اما از دین نامی برده نشده و بیشتر این یشت به ستایش ایزدبانوی دانش و معرفت چیستا می‌پردازد.

## نمونه‌هایی از دین یشت

### کرده یکم بندهای اول تا چهارم
راست‌ترین دانش ِمزداآفریده اَشَوَن را می‌ستاییم که ما را به راه ِنیک رهنمون شود و به گذرگاه ِنیک بَرَد و آنچه ما را آرزوست، به ما بخشد.
دانش ِمزداآفریده را می‌ستاییم که زَور نیازکننده، اَشَوَن، هنرمند، نامدار، تندکردار، تیز کُنش، رساننده به سرانجام ِنیک و بخشنده گشایش ِنیک - دین ِنیک ِمزدایی - است.
زرتـُشت از جای برخاست و شتابان به بیرون از خانه روان شد و دانش را چنین ستود:
ای راست‌ترین دانش ِمزداآفریده اشَوَن!
اگر تو پیش از من می‌روی، چشم به راه من بمان.
اگر تو از پی ِمن می‌آیی، به من بپیوند.
بشود که آشتی بهره ما شود، چنان‌که راه‌ها را پایانی خوش است؛ در کوه‌ها گذرگاه‌های ِخوب توان یافت؛
از جنگل‌ها آسان توان گذشت و رودهای ناوتاک را به خوشی توان پیمود.
پاداش و آوازه و نیایش و توانایی از آن ِما باد!
برای فـَرّ و فروغش، من او را - راست‌ترین دانش ِمزداآفریده اَشَوَن را - با نماز[ی به بانگ ِ] بلند و با زَور می‌ستایم.
راست‌ترین دانش ِمزداآفریده اَشوَن را با هَوم ِآمیخته به شیر، با بَرسَم، با زبان ِخِرَد و «مَنثـَره»،
با اندیشه و گفتار و کردار [نیک]، با زَور و با سخن ِرَسا می‌ستاییم.
یَنگهـِه هاتَم...